# Uhingen
Uhingen – miasto w Niemczech, w kraju związkowym Badenia-Wirtembergia, w rejencji Stuttgart, w regionie Stuttgart, w powiecie Göppingen, siedziba wspólnoty administracyjnej Uhingen. Leży nad rzeką Fils, ok. 5 km na zachód od Göppingen, przy drodze krajowej B10 i linii kolejowej InterCity Stuttgart–Ulm.